# Domenico Valguarnera
Domenico Valguarnera (Palermo, 3 novembre 1697 – Palermo, 2 maggio 1751) è stato un vescovo cattolico italiano.

## Biografia
È nato a Palermo il 3 novembre 1697 da Giuseppe dei principi di Valguarnera, principe di Gangi, e da Anna Maria dei principi di Gravina.
Nel 1713 è entrato nella congregazione dell'oratorio di San Filippo Neri di Palermo; è stato ordinato presbitero il 20 ottobre 1720.
Il 15 novembre 1722 ha conseguito il dottorato in teologia presso l'Università La Sapienza di Roma.
Presentato dall'imperatore Carlo VI d'Asburgo nella sua qualità di re di Sicilia il 13 agosto 1732, è stato nominato vescovo di Cefalù da papa Clemente XII il successivo 17 novembre; ha ricevuto l'ordinazione episcopale il 7 dicembre seguente dal cardinale Francesco Barberini, titolare di Ostia e Velletri, coconsacranti Giovanni Battista Ariberti, arcivescovo titolare di Palmira, e Bernardo Maria Beamonte, vescovo titolare di Oea.
È morto a Palermo il 2 maggio 1751. È sepolto nella cattedrale di Cefalù.

## Genealogia episcopale
La genealogia episcopale è:
- Cardinale Scipione Rebiba
- Cardinale Giulio Antonio Santori
- Cardinale Girolamo Bernerio, O.P.
- Arcivescovo Galeazzo Sanvitale
- Cardinale Ludovico Ludovisi
- Cardinale Luigi Caetani
- Cardinale Ulderico Carpegna
- Cardinale Paluzzo Paluzzi Altieri degli Albertoni
- Cardinale Gaspare Carpegna
- Cardinale Fabrizio Paolucci
- Cardinale Francesco Barberini
- Vescovo Domenico Valguarnera, C.O.